# Wolfgang Overath
Wolfgang Overath (født 29. september 1943 i Tyskland) er en tidligere tysk fodboldspiller, der som midtbanespiller på det vesttyske landshold var med til at vinde guld ved VM i 1974 på hjemmebane. Han deltog desuden ved VM i 1966, hvor tyskerne vandt sølv, samt ved VM i 1970.
På klubplan tilbragte Overath hele sin 15 år lange karriere hos Bundesliga-klubben 1. FC Köln. Her var han med til at blive både tysk mester og pokalvinder.